# Tas de charge

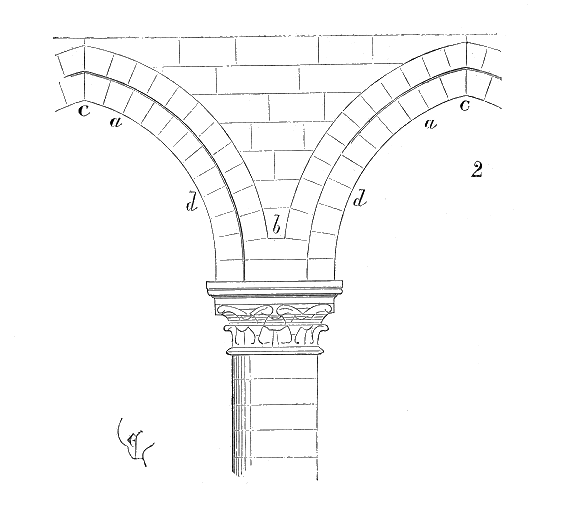
. Il est clair que si l'on appareille sur une pile des arcs ainsi que ceux tracés en a (fig. 2), tout le poids des constructions supérieures, glissant le long des extrados de ces arcs, vient faire coin en b et exercer sur ce seul point une pression qui eût dû être répartie sur toute la surface de la pile. Les arcs pressés à la clef en c tendent à s'écraser en d, peuvent se disloquer, ne plus épauler qu'imparfaitement le coin de pression. Celui-ci, reposant sur son angle seulement, s'écrase, et les pressions, agissant très-irrégulièrement sur la pile, brisent ses assises. Cet accident, assez fréquent, ainsi que nous venons de le dire, dans des édifices bâtis au XIIe siècle, où l'on n'avait pas encore acquis une parfaite expérience de l'effet des grandes constructions voûtées reposant sur des points d'appui grêles, doit éveiller l'attention des architectes chargés de la restauration de ces constructions ...

En architecture, le tas de charge est un appareil de pierres fait d'assises horizontales en léger surplomb les unes des autres pour former un arc ou une « fausse » voûte.
Le tas de charge est souvent utilisé dans les premières assises d'un arc ou d'une voûte pour simplifier la taille. La partie haute de l'ouvrage aura dans ce cas un appareil rayonnant.